# Jokkmokk község
Jokkmokk község (svédül: Jokkmokks kommun) Svédország 290 községének egyike. Területét tekintve a második legnagyobb község az országban.

## Települései
A községben 3 település (tätort) található. A települések és népességük:
| Település | Népesség | Megjegyzés         |
| --------- | -------- | ------------------ |
| Jokkmokk  |          | a község székhelye |
| Porjus    |          |                    |
| Vuollerim |          |                    |

## Külső hivatkozások
- Hivatalos honlap (svéd)